# Liste der Bodendenkmäler in Haiming (Oberbayern)
Auf dieser Seite sind die Bodendenkmäler in der oberbayerischen Gemeinde Haiming zusammengestellt. Diese Tabelle ist eine Teilliste der Liste der Bodendenkmäler in Bayern. Grundlage ist die Bayerische Denkmalliste, die auf Basis des Bayerischen Denkmalschutzgesetzes vom 1. Oktober 1973 erstmals erstellt wurde und seither durch das Bayerische Landesamt für Denkmalpflege geführt wird. Die folgenden Angaben ersetzen nicht die rechtsverbindliche Auskunft der Denkmalschutzbehörde.

## Bodendenkmäler in Haiming
| Lage                      | Objekt | Akten-Nr.     | Bild                                                          |
| ------------------------- | --- | ------------- | ------------------------------------------------------------- |
| (Standort)                | Abschnittsbefestigung vor- und frühgeschichtlicher Zeitstellung sowie Burgstall des hohen Mittelalters (Burg Haarbach) und abgegangene Kirche des Mittelalters und der frühen Neuzeit (St. Veit). | D-1-7743-0002 |                                                               |
| (Standort)                | Burgstall des späten Mittelalters und der frühen Neuzeit (Schloss Haiming). | D-1-7743-0005 |                                                               |
| (Standort)                | Wall-Graben-Anlage vor- und frühgeschichtlicher Zeitstellung. | D-1-7743-0006 |                                                               |
| (Standort)                | Grabhügel vorgeschichtlicher Zeitstellung. | D-1-7743-0022 |                                                               |
| (Standort)                | Siedlung vorgeschichtlicher Zeitstellung und Brandgräber der Urnenfelderzeit. | D-1-7743-0024 |                                                               |
| (Standort)                | Grabhügel sowie Siedlung und Grabenwerk vorgeschichtlicher Zeitstellung. | D-1-7743-0025 |                                                               |
| (Standort)                | Verebneter Grabhügel vorgeschichtlicher Zeitstellung. | D-1-7743-0027 |                                                               |
| (Standort)                | Siedlung vor- und frühgeschichtlicher Zeitstellung. | D-1-7743-0028 |                                                               |
| (Standort)                | Siedlung vor- und frühgeschichtlicher Zeitstellung. | D-1-7743-0030 |                                                               |
| (Standort)                | Verebneter Grabhügel mit Kreisgraben und Siedlung vorgeschichtlicher Zeitstellung. | D-1-7743-0033 |                                                               |
| (Standort)                | Verebneter Grabhügel mit Kreisgraben vorgeschichtlicher Zeitstellung. | D-1-7743-0038 |                                                               |
| Hauptstraße 20 (Standort) | Untertägige spätmittelalterliche und frühneuzeitliche Befunde im Bereich der katholischen Pfarrkirche St. Stephan in Haiming und ihrer Vorgängerbauten.                                           | D-1-7743-0040 | Untertägige spätmittelalterliche und frühneuzeitliche Befunde |
| (Standort)                | Körpergräber der mittleren Latènezeit. | D-1-7743-0042 |                                                               |
| Kirchplatz 1 (Standort)   | Untertägige spätmittelalterliche und frühneuzeitliche Befunde im Bereich der katholischen Expositur- und Wallfahrtskirche Mariä Himmelfahrt in Niedergottsau.                                     | D-1-7743-0044 | Untertägige spätmittelalterliche und frühneuzeitliche Befunde |
| (Standort)                | Siedlung vor- und frühgeschichtlicher Zeitstellung. | D-1-7743-0048 |                                                               |
| (Standort)                | Untertägige frühneuzeitliche Befunde im Bereich von Schloss Piesing und seiner Vorgängerbauten mit Wirtschaftshof und barocken Gartenanlagen.                                                     | D-1-7743-0054 | weitere Bilder                                                |
| (Standort)                | Brandgräber der späten Bronzezeit und der Urnenfelderzeit sowie Siedlung der römischen Kaiserzeit.                                                                                                | D-1-7842-0098 |                                                               |
| (Standort)                | Untertägige spätmittelalterliche und frühneuzeitliche Befunde im Bereich der katholischen Filialkirche St. Nikolaus in Neuhofen.                                                                  | D-1-7842-0140 | weitere Bilder                                                |